# Some Place Simple
Some Place Simple è il terzo album della cantante Martina Topley-Bird, pubblicato nel 2010 dalla Ipecac Recordings per la Honest Jon's, etichetta di proprietà di Damon Albarn.
È una raccolta di tracce dai due precedenti album della Topley-Bird, Quixotic del 2003 e The Blue God del 2008, riproposti con arrangiamento differente.

## Tracce
1. Baby Blue – 2:47
2. Phoenix – 2:45
3. Lying – 3:49
4. Da Da Da – 1:20
5. Orchids – 2:59
6. Poison – 2:22
7. Intro – 1:30
8. Snowman – 2:39
9. Sandpaper Kisses – 3:36
10. All Day – 2:30
11. Ilyah – 3:05
12. Valentine – 3:34
13. Too Tuff to Die – 1:54
14. Kiss Kiss Kiss – 1:00
15. Harpsichord Kiss – 0:58